# Чорново
Чорново (на гръцки: Φυτεία или Φυτιά, Фития, до 1926 Τσόρνοβον, Цорновон) е село в Република Гърция, дем Бер (Верия), област Централна Македония.

## География
Селото е разположено на 480 m надморска височина в източните склонове на планината Каракамен (Вермио), на 12 km северозападно от демовия център Бер (Верия) и на 10 югозападно от село Янчища (Агиос Геогриос).

## История

### В Османската империя
Към края на XVIII век Чорново има 65 семейства. Според гръцки източници селото е гръцкоговорещо. Жителите на селото участват активно в Негушкото въстание в 1822 година в четата на Димитриос Каратасос, в която влизат и жителите на съседните села Скотина, Аркудохор, Дихалеври и Маруша.
Църквата „Свети Атанасий“ е от XVIII век и в 1969 година е обявена за паметник на културата. В XIX век Чорново е село в Берска каза на Османската империя. Александър Синве („Les Grecs de l’Empire Ottoman. Etude Statistique et Ethnographique“) в 1878 година пише, че в Чернова (Tchernova), Берска епархия, живеят 250 гърци. В 1900 година според Васил Кънчов („Македония. Етнография и статистика“) в селото живеят 280 българи християни. По данни на секретаря на Българската екзархия Димитър Мишев („La Macédoine et sa Population Chrétienne“) в 1905 година в Чорново (Tchornovo) има 384 българи патриаршисти.
В 1910 година в Чорново (Τσόρνοβον) има 550 жители патриаршисти.
При преброяването в 1912 година селото е отбелязано с език македонски и религия християнска.

### В Гърция
През Балканската война в 1912 година в селото влизат гръцки части и след Междусъюзническата в 1913 година Чорново остава в Гърция. При преброяването от 1913 година в селото има 334 мъже и 305 жени.
В 1926 година селото е прекръстено на Фития. В 1987 година Спирос Лукатос посочва „език на жителите гръцки“ (γλώσσα κατοίκων ελληνική).
По време на Гражданската война, през пролетта на 1947 година, жителите на селото са насилствено изселени от властите.
Населението произвежда овошки, пшеница и други земеделски култури. Тъй като селото е полупланинско, е развито и скотовъдството.
| Име         | Име          | Ново име       | Ново име       | Описание                                      |
| ----------- | ------------ | -------------- | -------------- | --------------------------------------------- |
| Баш Картери | Μπας Καρτέρι | Паратиритирион | Παρατηρητήριον | връх в Каракамен на ЮЮЗ от Чорново (1033,6 m) |

| Година    | 1913 | 1920 | 1928 | 1940 | 1951 | 1961 | 1971 | 1981 | 1991 | 2001 | 2011 | 2021 |
| --------- | ---- | ---- | ---- | ---- | ---- | ---- | ---- | ---- | ---- | ---- | ---- | ---- |
| Население | 639  | 679  | 776  | 977  | 880  | 828  | 635  | 537  | 585  | 483  | 409  | 263  |

## Личности
Родени в Чорново
- Антониос Апостолу Галициос (Αντώνιος Γκαλίτσιος του Απόστολου), гръцки андартски деец, четник[18][19]
- Антониос Докас (Αντώνιος Ντόκας), гръцки андартски деец, четник[20]
- Атанасиос Пагонис (Αθανάσιος Παγώνης), гръцки андартски деец, четник при Василиос Ставропулос, укрива и оръжие в дома си[20]
- Георгиос Докас (Γεώργιος Ντόκας), гръцки андартски деец, четник[20]
- Димитриос Тоцикас (Δημήτριος Τότσικας), гръцки андартски деец, четник при Георгиос Франгакос в Ениджевардарското езеро, воюва срещу българи и румънската пропаганда[20]
- Йоанис Докас (Ιωάννης Ντόκας), гръцки андартски деец, четник[20]
- Николаос Теодоропулос (Νικόλαος Θεοδωρόπουλος), гръцки андартски деец, четник при Георгиос Франгакос, борец срещу румънската пропаганда[20]
- Николаос Халадзукас (Νικόλαος Χαλατζούκας), гръцки андартски деец, четник[20]
- Никос Зьогалас (р. 1953), гръцки певец
- Томас Зьогас (Θωμάς Ζιώγας), гръцки андартски деец, агент от трети ред, четник при Константинос Гарефис и Емануил Кацигарис, борец срещу румънската пропаганда[20]
- Томас Мармарас (Θωμάς Μαρμαράς), гръцки андартски деец, четник при капитан Тасу (Бомботас) в района Бер-Кумария-Ксироливадо срещу румънската пропаганда, работи и с Георгиос Франгакос и Василиос Ставропулос[20]